# Piz dal Teo
Piz dal Teo là một ngọn núi trong dãy núi Livigno, nằm trên biên giới giữa Ý và Thụy Sĩ. Nó nằm ở phía nam của Scima da Saoseo.